# Campanar de Reus
El Campanar de Reus és una torre d'estil gòtic annexa a l'església Prioral de Sant Pere de Reus, on es troben les campanes i grans finestrals als pisos alts (el cinquè i sisè). És una torre hexagonal, de 12 metres d'amplada i 62 metres d'alçària, amb set plantes cobertes amb vota de creueria. Està coronat per una agulla amb crestes i envoltada de pinacles. Per l'alçada es pot veure de lluny quan s'arriba a Reus des de Tarragona. La torre té la base a una altitud de 119 metres sobre el nivell del mar. L'any 1910 la torre es va il·luminar completament amb llums de gas, donant-li un gran atractiu.

## Descripció
Va ser encarregat el 1512 al mestre Font i a Benet Otger de Lió constructor de l'església. Les obres es van iniciar el 1520, al mateix lloc actual, al costat de l'església i força prop del Castell del Cambrer (castell de l'antic senyor de Reus). El 1543 es va consagrar l'església però el conjunt no estava del tot acabat. El campanar es va finalitzar el 1566 sota la direcció de mestre Domènec Sarobé.
Al campanar de Reus s'hi puja des del cor de l'església de sant Pere, o bé per la casa del campaner, entrant aleshores pel Fossar Vell, per una porta oberta allà. En tots dos casos anem a parar a una estreta escala de caragol. Hi ha dos pisos inferiors, dues sales buides, a les que s'hi accedeix per una altra escala de caragol. El tercer i el quart pis no tenen finestrals. A la cinquena planta, la primera amb finestrals, hi hagué la majoria de les campanes, desaparegudes durant la Guerra Civil espanyola i anomenades de Jesús, de Sant Pere, de Sant Pau i de Sant Jaume. En aquesta planta el campaner hi havia tingut un petit habitacle. Cap als anys quaranta se'n van instal·lar dues de noves: la de Misericòrdia el 1941, que ocupa el finestral de Sant Pere, en direcció nord, i la de Sant Pau (o del treball) el 1943, al seu costat. Actualment al campanar només s'hi conserven 4 campanes. A la clau de volta del tercer pis hi ha un dels escuts de la ciutat més antics dels que es conserven: hi ha una Tau, símbol de l'església de Tarragona, al centre les claus de sant Pere i a baix una rosa, símbol de la ciutat.
Al centre de la sisena planta i assentada sobre dos cavalls de fusta, hi ha la Petra Clàudia o campana horària, que és la més gran que ha tingut Reus: fa 1,36 m de boca i 1,33 m d'alçada, pesa 1456 kg i data del 1573 (refosa l'any 1883). Al seu costat hi ha la de Sant Bernat, campana dels quarts coneguda com la dels Gegants, substituïda el 1990 durant la restauració del campanar. En aquesta planta hi ha una galeria que ens permet donar tot el tomb al campanar. En aquest pis, i al costat de la campana de sant Bernat, hi hagué fins al 1936 les "Matraques", un artefacte de fusta i ferro que, per percussió produïa un soroll molt especial. Es tocava per setmana santa, quan hi havia un silenci respectuós per la passió de Crist que no es trencava ni pel so de les campanes.
Per mitjà d'una escala de caragol encara més estreta pugem al darrer pis. De fet és només una galeria que dona la volta al campanar, ja que la part central està ocupada per la volta del pis inferior. Per arribar a dalt de tot s'han pujat dues-centes catorze escales.
Per damunt d'aquest pis hi ha el pinacle major i el penell. Aquí, segons explica Antoni de Bofarull, hi pujava el dia de sant Pere un home a posar la bandera de la ciutat al pal que aguanta el penell, i tot seguit "se posava cap per avall en la mica de rebava que fa la clau aont se assenta lo penell, estirava les cames per amunt i ab mij conato de giravolta tornava a posar-se dret" Aquest costum es va acabar el 1814, sembla que a partir de la visita de Ferran VII a la ciutat, que ho va prohibir.
Durant les guerres carlines del segle xix el campanar es va convertir en una torre de guaita militar. És un excel·lent mirador de tot el Camp de Tarragona. Es van fer petites reformes al campanar per tal d'albergar-hi un grup de soldats, que amb banderes feien senyals a la ciutat per indicar possibles perills.
Al cap d'avall de l'escala del campanar es pot sortir (o entrar) per la casa del campaner, que té una porta que dona directament al carrer. Consta d'una petita sala i un recambró, on l'encarregat de les campanes hi habitava o l'usava en dies de festa per a menjar i descansar.
El campanar s'ha restaurat diverses vegades, tres al segle xx, que van resoldre problemes importants. Una l'any 1922, sota la direcció de l'arquitecte Pere Caselles, on es van refer les gàrgoles i els pinacles, l'altra el 1941 dirigida per Cèsar Martinell, i la tercera durant els anys noranta, per impermeabilitzar les teulades i recompondre elements decoratius.

## Les campanes
Les campanes servien per avisar a la població de qualsevol esdeveniment important. Tocaven a morts, a festa o a foc, o avisaven d'atacs a la ciutat. Des del segle xv, a Reus, es tocaven quan començava una tempesta, amb la creença que l'allunyaria, costum que va durar fins al 1860, quan un diari va denunciar-ho.
Avui en dia al campanar de Reus només s'hi conserven 4 campanes: A la cinquena planta, tot i estar refoses diverses vegades, hi hagué les campanes de Jesús, de Sant Pere, de Sant Pau i de Sant Jaume, desaparegudes durant la guerra. Cap als anys quaranta se'n van instal·lar dues de noves: la de Misericòrdia el 1941, que ocupa el finestral de Sant Pere, en direcció nord, i la de Sant Pau (o del treball) el 1943, al seu costat. Al centre de la sisena planta i assentada sobre dos cavalls de fusta, hi ha la Petra Clàudia o campana horària, que és la més gran que ha tingut Reus: fa 1,36 m de boca i 1,33 m d'alçada, pesa 1456 kg i data del 1573 (refosa l'any 1883 per Ramon Pomerol). Al seu costat hi ha la de Sant Bernat, campana dels quarts coneguda com la dels Gegants, orientada al Mercadal i refosa el 1990 durant la restauració del campanar.
Actualment es realitzen tocs manuals de les campanes per la Festa Major de sant Pere, el mes de juny, i per les Festes de Misericòrdia el 24 i 25 de setembre, recuperant antics tocs de festa documentats. El so del "toc de festa" es fa amb la campana de sant Bernat, coneguda com "la campana dels gegants", acompanyada per la "Petra Clàudia", i anuncia la festivitat i la sortida dels Gegants per Corpus i les Festes Majors. El "toc general" es fa amb totes les campanes al vol, i es toca per la professó de Corpus, per la de sant Pere i en els trasllats de la Mare de Déu de la Misericòrdia. El procés de recuperació de tots els tocs passa per la restauració de les campanes existents i la reposició de les campanes que falten. Pere Barrufet va fer un estudi sobre els tocs històrics de les campanes del campanar de Reus al seu llibre Les Campanes del nostre campanar. Reus: Associació d'Estudis Reusencs, 1953. Pàgs 55-70. L'Ajuntament de Reus fa una breu descripció de les campanes i els seus tocs a la web festesreus.cat.

## Els campaners
Es té constància que, fins al 1959, el campaner de Reus era un funcionari municipal; especialment tenint en compte el vessant civil del campanar.
Després de molts anys d'haver-se perdut la figura del campaner i d'haver-se gairebé oblidat els tocs tradicionals, l'any 2000 s'acordà la recuperació dels tocs manuals de festa. Des de llavors, els agrupaments escoltes reusencs Misericòrdia i MontsantCim són oficialment els campaners de la ciutat de Reus.
Pel que fa a la indumentària, vesteixen la samarreta de campaners –verda o grana- que identifica els colors corporatius de cada agrupament, i el fulard que identifica mundialment els més de 40 milions d’escoltes i guies.
En l'escoltisme, tots els escoltes i guies tenim un fulard que ens identifica com a escoltes i alhora ens diferencia, ja que cada agrupament utilitza una combinació de colors diferents: l'AEG Misericòrdia té el fulard blanc amb el rivet verd. L'AEG MontsantCim té el fulard grana amb el rivet blanc.
Els principals tocs recuperats, de forma totalment manual, són: El «Toc de Festa» es realitza tocant les campanes de la sisena planta, amb la campana de Sant Bernat –coneguda popularment com «la campana dels gegants»– acompanyada per la Petra Clàudia, la campana de les hores, amb els seus repics. Anuncia la festivitat i la sortida dels Gegants i la Mulassa. El «Toc General» hauria de posar totes les campanes al vol, actualment se'n poden posar 3, i només s'utilitza en les processons de Corpus, Sant Pere i en els trasllats de la Mare de Déu de Misericòrdia (per acord de l’Ajuntament de l’any 1819). S'han afegit també durant els últims anys el toc del dia 24 de juny, després del pregó i la Tronada, per donar inici oficialment a la Festa Major de Sant Pere i per les Festes de Misericòrdia, on anuncien l'inici i el final de la festa.